# Zhangheotheriidae
De Zhangheotheriidae zijn een familie van mogelijk parafyletische uitgestorven symmetrodonte zoogdieren die momenteel bekend zijn van afzettingen uit het Vroeg-Krijt van China en Rusland. Vijf geslachten worden momenteel erkend: Anebodon, Kiyatherium, Maotherium, Origolestes en Zhangheotherium.
Hun tanden zijn relatief basaal, zonder een groot aantal molariformen.